# Lake Browne
Der Lake Browne ist ein See im Southland District der Region Southland auf der Südinsel von Neuseeland.

## Namensherkunft
Der See wurde nach dem Fotografen Vincent C. Browne aus Christchurch benannt, der viele Fotos von Fiordland aus dem Flugzeug erstellt hat und der erste war, der den Lake Browne und die Browne Falls fotografiert hat.

## Geographie
Der auf einer Höhe von 828 m befindliche See liegt zwischen dem Doubtful Sound/Patea im Osten, rund 1 km entfernt, und dem Crooked Arm des Sound im Westen, rund 2,6 km entfernt. Mit einer Fläche von rund 75,5 Hektar dehnt sich der See über eine Länge von rund 1,275 km in Westsüdwest-Ostnordost-Richtung aus und misst an seiner breitesten Stelle rund 765 m in Nordnordwest-Südsüdost-Richtung. Der Seeumfang beträgt rund 3,57 km.
Gespeist wird der Lake Browne durch einige wenige kleine Gebirgsbäche. Seine Entwässerung erfolgt in den Doubtful Sound/Patea über einen steilen Abfluss an der östlichen Seite des Sees, an dem sich auch die Browne Falls gebildet haben.